# Knut Torell
Knut Emanuel Torell (* 1. Mai 1885 in Norra Sandsjö; † 24. Dezember 1966 in Österhaninge) war ein schwedischer Turner.

## Erfolge
Knut Torell, der für den Verein Stockholms GF turnte, nahm 1912 an den Olympischen Spielen in Stockholm teil. Bei diesen gehörte er zur schwedischen Turnriege im Wettbewerb, der nach dem sogenannten schwedischen System ausgetragen wurde. Dabei traten insgesamt drei Mannschaften an, die aus 16 bis 40 Turnern bestehen und während des einstündigen Wettkampfs gleichzeitig antreten mussten. Es wurden die Ausführungen der geturnten Übungen an den Geräten bewertet, aber auch das Verlassen und der Wechsel der Geräte sowie der Einmarsch zu Beginn. Das Gesamtergebnis war ein Durchschnittswert der Ergebnisse aller Turner. Neben den Schweden traten auch Turnriegen aus Norwegen und Dänemark an. Mit 937,46 Punkten setzten sich die Schweden deutlich gegen ihre Konkurrenten durch: Die Dänen erzielten 898,84 Punkte und belegten damit vor den drittplatzierten Norwegern mit 857,21 Punkten den zweiten Platz.
Torell gewann zusammen mit Per Bertilsson, Carl-Ehrenfried Carlberg, Boo Kullberg, Nils Granfelt, Oswald Holmberg, Anders Hylander, Axel Janse, Sven Landberg, Per Nilsson, Benkt Norelius, Axel Norling, Daniel Norling, Sven Rosén, Nils Silfverskiöld, Carl Silfverstrand, John Sörenson, Yngve Stiernspetz, Curt Hartzell, Karl Johan Svensson, Karl-Erik Svensson, Edward Wennerholm, Claës-Axel Wersäll und David Wiman die Goldmedaille und wurde somit Olympiasieger.